# Agapito Mosca
Agapito Mosca (Pesaro, 28 aprile 1678 – Roma, 22 agosto 1760) è stato un cardinale italiano della Chiesa cattolica, nominato da papa Clemente XII nel concistoro segreto del 1º ottobre 1732.

## Biografia
Agapito Mosca nacque il 28 aprile 1678 in seno alla nobile famiglia pesarese dei marchesi Mosca, figlio del marchese Carlo Mosca e di Ippolita dei conti Greppi.
Frequentò a Siena il Convitto Tolomei. Suo cugino papa Clemente XI nel 1702 lo assegnò all'arcivescovo di Avignone Lorenzo Fieschi, che era nunzio straordinario a Parigi.
Nel 1706 ebbe l'incarico della berretta ai cardinali Baducci e Cristiano Augusto di Sassonia.
Nel 1715 fu vicelegato della Romagna con la presidenza delle Acque delle Tre Legazioni.
Papa Benedetto XIII lo nominò nel 1717 governatore di Jesi e di Loreto, dove subentrò al sammarinese monsignor Melchiorre Maggio.
Nel 1726 fu commissario della Camera e dopo poco chierico della stessa.
Fu legato di Ferrara alla morte del cardinale Aldobrandini nel 1734.
Partecipò ai seguenti conclavi: 18 febbraio e 17 agosto 1740 (Papa Benedetto XIV), 15 marzo e 6 luglio 1758 (Papa Clemente XIII).
Fu cardinale diacono di San Giorgio in Velabro dal 1732 al 1743 e di Sant'Agata dei Goti dal 1743 al 1760.
Morì a Roma il 22 agosto 1760. Fu sepolto nella Chiesa di Santa Maria Immacolata di Roma, meglio nota come Chiesa dei Cappuccini, in cui si trova la sua lapide sepolcrale.
Fu ricordato come un uomo affabile, di straordinaria dolcezza, che ricoprì i suoi incarichi con grande senso del dovere.